# MakeIndex
MakeIndex is een computerprogramma ontwikkeld door Pehong Chen rond 1988 om een gesorteerde index te maken van ongesorteerde data (in één of meerdere bestanden). Het is geschreven in de programmeertaal C en het is vrije software.
Het wordt meestal gebruikt voor LaTeX en troff. Het is niet afhankelijk van een bepaald bestandsformaat ook al is het .idx-bestand dat door LaTeX gegenereerd wordt de standaard. Elk onderdeel in de uiteindelijke index heeft maximaal 3 subonderdelen.
In een apart stijlbestand kan de invoer opnieuw gedefinieerd worden zodat ook uitvoer van andere programma's als invoer gebruikt kan worden. Dit bestand bepaalt ook de stijl van het uitvoerbestand.